# Човешки ръст
Човешки ръст или само ръст е разстоянието от ходилата (най-долната част на краката) до върха на главата в човешкото тяло, измерено в изправено положение. Той се измерва посредством стадиометър (ръстомер), обикновено в сантиметри. Науката, изследваща човешката височина, е известна като ауксология.
Развитието на човешката височина може да служи като индикатор на два ключови компонента за хуманно отношение, а именно хранителните качества и здравето. В райони на бедност или на война, хроничното недохранване по време на детството или юношеството могат да доведат до забавен растеж и/или намаляване на средния ръст дори и без наличието на някакви заболявания.
Растежът отдавна е признат като мярка за здравето на хората. Генетиката е основен фактор при определянето на височината на даден човек. Средната височина е от значение за оценката на стандарта и качеството на живот на населението.
Височината на хората се използва за тяхната идентификация. Височината, измерена сутрин, е с около 1 – 2 сантиметра по-голяма отколкото вечер.